# Pasquale Atenolfi
Pasquale Atenolfi Di Castelnuovo (Cava de' Tirreni, 5 mars 1826 - Cava de' Tirreni, 7 décembre 1908) est un patriote et un homme politique italien.

## Biographie
Il a été député du royaume d'Italie durant les VIIIe et Xe législatures. Il a participé à la bibliographie du parlement en rédigeant un texte sur le sénat : Il Senato in crisi ? . Il a également été sénateur de la XIe législature du royaume d'Italie.